# 下谷教会

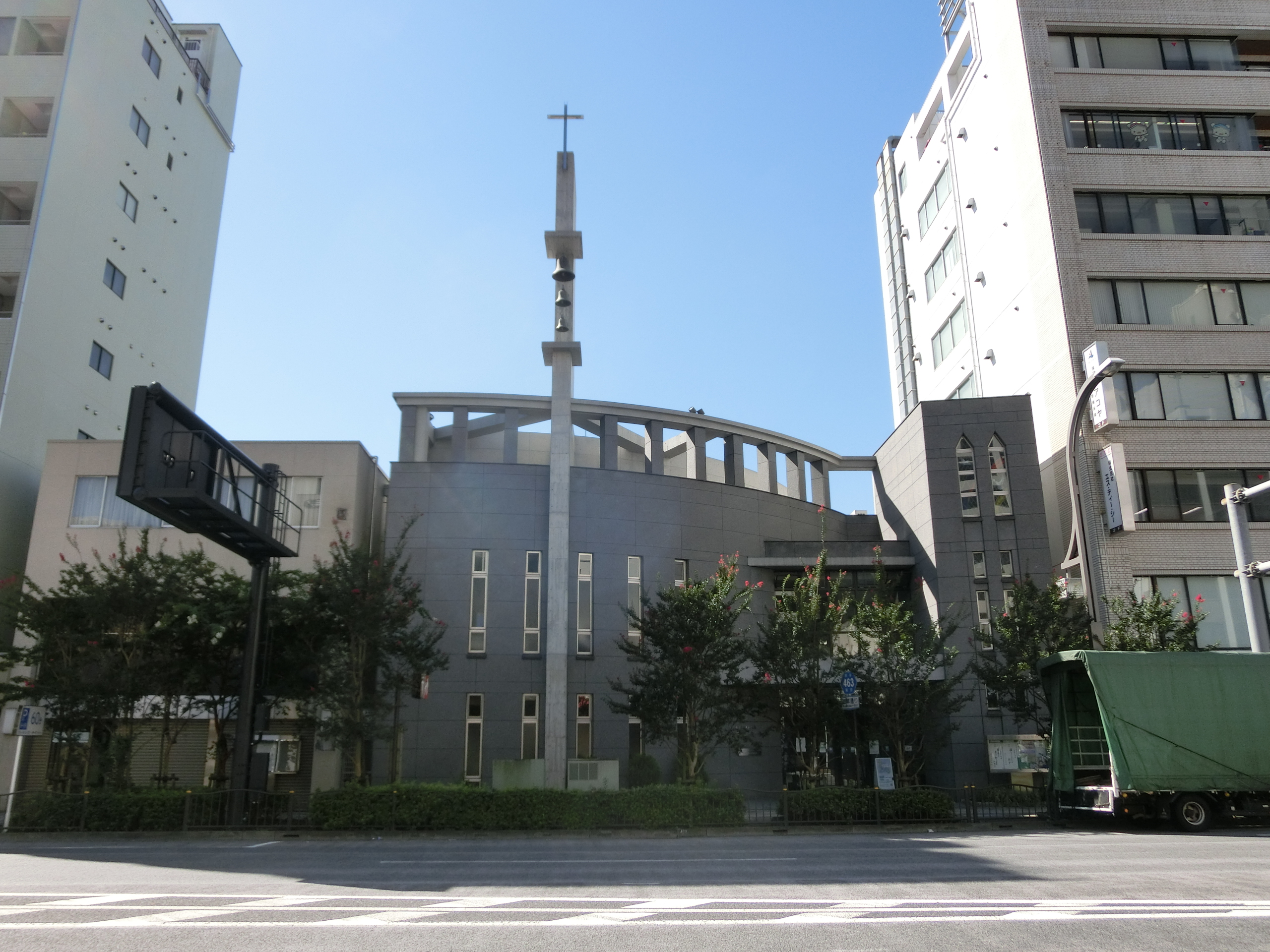
下谷教会

下谷教会（したやきょうかい）は、東京都台東区にある、メソジスト系の日本基督教団の教会である。

## 沿革
1879年
- 2月11日　築地明石町講義所でにおいて評議会が開かれ、ジョージ・ミーチャムが議長になり、細井高省、橋本睦之、竹内俊齋、平岩愃保の4人の牛込教会（現、日本基督教団頌栄教会）会員を委員に選定して、日本家屋を購入した。そして、竹内俊齋、土屋とし（後の土屋彦六夫人）、和田たか、木村力蔵ら牛込教会員が移った。
- 12月21日　東京仲御徒町2丁目38番地に日本メソジスト下谷教会が設立される。初代牧師は杉山彦六（1884年に土屋としと結婚し、土屋彦六となる）であった。[1]

1880年7月　杉山彦六牧師、 甲府教会に転任。平岩愃保牧師が牛込教会より赴任し、2代目牧師となる。
1881年9月18日　ジョージ・ミーチャムが山中笑、平岩愃保、土屋彦六、浅川広湖ら4人に下谷教会で按手礼を授ける。
1882年1月　平岩愃保牧師、 甲府教会に転任。浅川広湖牧師、牛込教会より赴任し3代目牧師となる。
1884年4月　浅川広湖牧師、 甲府教会に転任。山中笑牧師、静岡教会より赴任し4代目牧師となる。
1885年4月　山中笑牧師、 牛込教会に転任。外山孝平伝道師、5代目牧師となる。
1888年
- 4月頃　本郷駒込東片町に下谷教会付属の駒込講義所を設置。伊藤為吉らが出席していた。[3][4]
- 11月　外山孝平伝道師、デイヴィッドソン・マクドナルド宣教師より按手礼を受ける。[3]

1889年
- 3月25日　駒込講義所の会堂で伊藤為吉の結婚式を行う。司祭はチャールズ・イビー宣教師。[4]
- 3月31日　駒込講義所を駒込教会と改める[3]。

1890年
- 3月1日　駒込教会の会堂を献堂。設計施工は伊藤為吉。[3][5]
- 6月　橋本睦之牧師、駒込教会初代牧師となる。
- 7月　外山孝平牧師、病気のため休養[3]。駒込教会の橋本睦之牧師が兼牧する。

1891年6月　外山孝平牧師が教会を去る。原野彦太郎牧師が赴任し、6代目牧師となる。
1893年6月　原野彦太郎牧師、牛込教会に転任。小沢孫太郎牧師が赴任し、7代目牧師となる。
1895年
- 3月頃　小沢孫太郎牧師、教会より去る[6]。
- 6月　山中笑牧師、再任し8代目牧師となる[6]。

1896年　駒込教会、西片町に移転。
1900年5月　山中笑牧師、牛込教会に転任。飯沼権一牧師、9代目牧師となる。
1903年4月　台東区東上野3丁目に土地を購入する。
1904年5月　三上操吉牧師赴任。10代目牧師となる。
1905年9月5日　暴徒に襲われ教会が破壊される。
1907年
- 9月　三上操吉牧師、急性肺炎のため死去[8]。
- 11月　中川邦三郎牧師赴任。11代目牧師となる[8]。

1911年6月24日　新会堂献堂。
1912年　中川邦三郎牧師、三田教会に転任。吉田利管牧師、12代目牧師となる。
1918年
- 3月　吉田利管牧師、高田教会に転任[10][11]。
- 4月15日　三浦金吉牧師、13代目牧師となる[10][11]。

1919年
- 三浦金吉牧師が教会を去る[10][11]。
- 4月6日　矢内哲牧師、西部御影教会より赴任し14代目牧師となる[10][11]。

1923年
- 9月2日　会堂を関東大震災で焼失する[12]。
- 11月10日　焼跡にバラックの会堂を建てる[12]。

1927年4月　矢内哲牧師、九段教会に転任。勝部武雄牧師赴任し、15代目牧師となる。
1928年12月　牧師館完成。
1930年6月1日　鉄筋コンクリートの現会堂が献堂。
1931年
- 3月29日　勝部武雄牧師、青山学院へ転任[13]。
- 4月5日　吉田利管牧師着任し、16代目牧師となる[13]。

1934年
- 3月　吉田利管牧師、浅草教会に転任[13]。
- 4月　森田茂牧師着任し、17代目牧師となる[13]。

1935年2月12日　幼稚園が東京府より認可される。

## 歴代牧師
- 土屋彦六
- 平岩愃保
- 浅川広湖
- 山中笑
- 外山孝平
- 原野彦太郎
- 小沢孫太郎
- 山中笑
- 飯沼権一
- 三上操吉
- 中川邦三郎
- 吉田利管
- 三浦金吉
- 矢内哲
- 勝部武雄
- 吉田利管
- 森田茂
- 伊崎清二

## 主な会員
- 内村宜之